# Mai Kuraki
Mai Kuraki (倉木 麻衣, Kuraki Mai) (nascida em 28 de outubro de 1982 como Mai Aono (青野真衣, Aono Mai)) é uma cantora e compositora de música pop e R&B nascida na cidade de Funabashi, Chiba, no Japão. Kuraki comneçou sua carreira no Japão em 1999 com o single "Love, Day After Tomorrow". Em 2000, ela lançou seu álbum de estréia, Delicious Way, que alcançou o número um das paradas da Oricon e vendeu 2.210.000 cópias na semana de lançamento. Kuraki é uma das poucas cantoras do Japão a ter seus quatro primeiros álbuns no topo das paradas da Oricon.
Em 2009, Kuraki obteve o retorno de sua popularidade. Seu oitavo álbum de estúdio, Touch Me!, estreou no topo da lista de vendas; tornando-se o primeiro álbum de Mai em em cinco anos a alcançar o número um. Kuraki alcançou o recorde de ser a única artista feminina que teve todos os seus singles no top 10 da Oricon desde a sua estréia. Até hoje, Mai Kuraki tem 7 de seus álbuns #1 e dois singles #1 no Japão.

## Discografia
Álbuns de Estúdio
- 2000: Delicious Way
- 2001: Perfect Crime
- 2002: Fairy Tale
- 2003: If I Believe
- 2005: Fuse of Love
- 2006: Diamond Wave
- 2008: One Life
- 2009: Touch Me!
- 2010: Future Kiss
- 2012: Over the Rainbow

Álbuns de compilação
- 2004: Wish You the Best
- 2009: All My Best

Singles número um
- 2000: "Stay by My Side"
- 2002: "Winter Bells"